# Mercedes de la Garza
Mercedes de la Garza Camino, née le 12 février 1939, est une historienne mexicaine spécialiste des cultures mayas et nahuas.

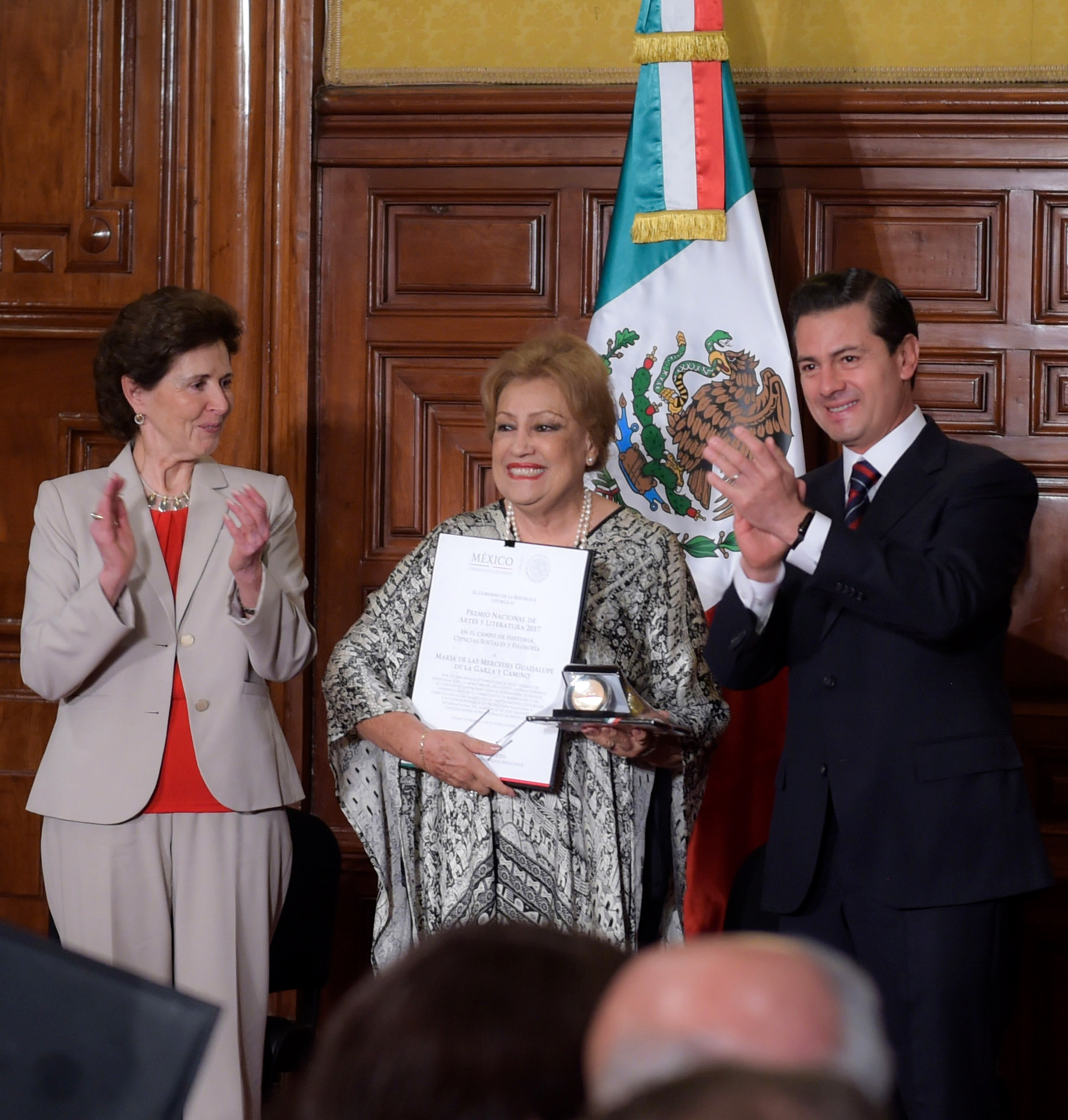
Mercedes De la Garza reçoit un prix du président Enrique Peña Nieto.